# NGC 7160
NGC 7160 é um aglomerado aberto na direção da constelação de Cepheus. O objeto foi descoberto pelo astrônomo William Herschel em 1787, usando um telescópio refletor com abertura de 18,6 polegadas. Devido a sua moderada magnitude aparente (+6,1), é visível apenas com telescópios amadores ou com equipamentos superiores.